# Błękitny olbrzym

Porównanie rozmiarów Słońca i błękitnego olbrzyma (Alnitak)

Błękitny olbrzym (lub niebieski olbrzym) – gwiazda o typie widmowym O lub B należąca do III klasy jasności.
Błękitne olbrzymy świecą wyjątkowo jasno, osiągając jasność absolutną rzędu −5, −6 lub nawet wyższą. Temperatura ich powierzchni jest wysoka, powyżej 20 000 K, co powoduje, że znaczna część energii gwiazdy zostaje wypromieniowana w zakresie nadfioletu, niewidzialnego dla ludzkich oczu.
Ponieważ są to gwiazdy dość masywne, ich czas życia jest stosunkowo krótki i trwa od kilkudziesięciu do kilkuset milionów lat.
Obecne teorie przewidują, że większość z nich zakończy swoje życie jako supernowe.
Przykładami takich gwiazd są Hadar (B1III) i Bellatrix (B2III).